# Тарасов, Николай Никифорович
Никола́й Ники́форович Тара́сов (24 ноября (7 декабря) 1911, деревня Ионово, Владимирская губерния/ныне — Орехово-Зуево, Московская область — 12 марта 2010, Москва) — советский государственный деятель, Министр легкой промышленности СССР (1965—1985).

## Биография
Родители — крестьяне из деревни Ионово. Отец работал строителем в Орехово-Зуево, был заведующим строительным отделом Никольской мануфактуры.
По окончании восьмилетнего обучения в средней школе поступил в школу при Фабрично-заводском училище, в группу ткачей. На второй год обучения в школе ФЗУ поступил на курсы подготовки в Московский текстильный институт. После окончании курсов поступил на прядильный факультет Московского текстильного института, который окончил в 1935 г. и приехал на работу в Орехово. По поручению директора комбината работал на различных участках и составлял отчеты о необходимых улучшениях, работал ремонтировщиком, сменным мастером, стал начальником цеха. Через год стал заведующим фабрикой. На этой фабрике он отработал около двух лет. После назначен начальником ремонтно-механического отдела комбината. В 1938 году ликвидировал последствия пожара в прядильном цеху одной из фабрик. После запуска этой фабрики стал её заведующим.
Во время войны был приписан к аэродрому Люберцы, но работы ему там не нашлось. Получил годовую отсрочку от службы как имеющий высшее образование, этот год проработал на прядильной фабрике N 1. По истечении года военкоматом направлен на курсы обучения стрельбы из минометов. После окончания курсов направлен преподавателем в филиал курсов, в авиационный институт, в Тушине. Остаток войны преподавал в Кимрах.
По окончании войны организовывал работу Дрезненской фабрике, работники которой были в состоянии сильной дистрофии, добывал продовольствие и запускал оборудование. К середине 1947 г. производство вышло на предвоенный уровень. В конце 1947 г. получил должность главного инженера Главмосхлоппрома, где проработал около двух лет. После работал два года в г. Иванове. По результатам социалистического соревнования 1950 г. область заняла первое место в СССР. В 1951 году после тяжелой болезни скончалась первая супруга. В 1952 г. стал заместителем министра у Косыгина. Скоро Тарасова переводят в управление делами Совета министров, на должность заведующего отделом легкой промышленности, членом бюро по товарам народного потребления, где он проработал полтора года. Около двух лет проработал заместителем по товарам легкой промышленности председателя Госплана СССР при правительстве Н. К. Байбакова.
В мае 1955 года Госплан СССР был разделён на две части:
Государственная Комиссия Совета Министров СССР по Перспективному Планированию разрабатывала долгосрочные планы на 10—15 лет, Государственная экономическая комиссия Совета Министров СССР по текущему планированию народного хозяйства (Госэкономкомиссия) (1955—1957) — разрабатывала пятилетние планы.
24 ноября 1962 года Госплан СМ СССР преобразован в Совет народного хозяйства СССР. В тот же день образован новый Госплан СМ СССР на базе Государственного научно-экономического совета СМ СССР.
После объединения этого Госплана с Госпланом, занимавшимся текущим планированием, переведен на должность начальника отдела, где он практически не работал. Направлен работать во Владимирский совнархоз. Через полтора года из-за болезни второй жены попросил об увольнении и переводе в Москву. Не найдя более подходящей работы, пошел работать в секретариат помощником Косыгина. Но уже через полгода переходит на работу в ВСНХ РСФСР заместителем председателя С. А. Афанасьева.
В 1963 году по протекции Косыгина переходит на работу Государственный комитет по легкой промышленности при Госплане СССР. В 1965 году был назначен на пост министра лёгкой промышленности СССР постановлением Верховного Совета СССР от 2 октября и проработал на этой должности до 1985 года. С 1985 года на пенсии.
Член ВКП(б) с 1942 года. Член ЦК КПСС (1976—1986), кандидат в члены ЦК в 1966—1976. Депутат Верховного Совета СССР 7−11 созывов.
Скончался 12 марта 2010 года. Похоронен на Троекуровском кладбище Москвы .

## Список занимаемых должностей
- 1952—1953 — заместитель министра лёгкой промышленности СССР.
- 1953 — начальник главка Министерства лёгкой и пищевой промышленности СССР.
- 1953—1955 — заведующий отделом Управления делами СМ СССР.
- 1955 — заместитель министра промышленности товаров широкого потребления СССР.
- 1955—1957 — заместитель председателя Государственной комиссии СМ СССР по перспективному планированию народного хозяйства.
- 1957—1958 — начальник отдела лёгкой промышленности Госплана СССР.
- 1958—1959 — заместитель председателя Владимирского СНХ.
- 1959—1960 — помощник председателя Госплана СССР.
- 1960—1962 — заместитель председателя СНХ РСФСР.
- 1962—1963 — председатель Государственного комитета СМ СССР по лёгкой промышленности.
- 1963—1965 — председатель Государственного комитета по лёгкой промышленности при Госплане СССР — министр СССР.
- 1965—1985 — министр лёгкой промышленности СССР.

## Награды и звания
- Герой Социалистического Труда (1981)
- Три ордена Ленина (6.12.1971; 1981; …)
- Почётная грамота Правительства Российской Федерации (2001) — За заслуги перед государством, многолетний добросовестный труд и в связи с 90-летием со дня рождения[5]
- Орден Отечественной Войны 1 степени
- Медаль «За отвагу» (15.10.1943)

## Футбольная жизнь
Играл в футбол. В команде «БПФ-2» (Бумагопрядильная фабрика) Орехово (1929), команду ЦДКА (1931—1933), «Сталинец» Москва (1935—1936), в 1937 году в составе московского «Спартака» стал серебряным призёром чемпионата СССР.
С 2016 года в Ликино-Дулёво проходит футбольный турнир имени Николая Тарасова.